# Белевич, Антон Петрович
Антон Петрович Белевич (бел. Антон Пятровіч Бялевіч ; 1(14) мая 1914, дер. Дубровка, ныне Узденский район Минская область, Беларусь — 11 апреля 1978) — белорусский советский поэт, переводчик. Член Союза писателей СССР (с 1943).

## Биография
Из крестьян.
В 1933—1935 годах обучался в Могилёвском политпросветительском институте. В 1937—1939 гг — очеркист газеты «Красна зміна», в 1939—1945 гг. — заведующий отделом Пуховичской районной газеты «За калгасы», эссеист в газете «Чырвоная змена».
Участник Великой Отечественной войны 1941—1945 гг. В годы Отечественной войны сотрудничал с белорусской периодикой, участвовал в советском партизанском движении на Витебщине. В 1945—1947 гг. — заведующий отделом поэзии газеты «Літаратура і мастацтва», в 1947—1950 гг. — обозреватель газеты «Савецкі селянін».

## Творчество
Печататься начал в 1937 г. Автор лирических стихов и поэм, очерков из жизни колхозной деревни, стихов для детей. Стихи поэта проникнуты любовью к родному краю, близки белорусскому фольклору.
Автор документальной повести «Мінай Шмыроў» (1970), книг очерков «Майстры сацыялістычнага земляробства» (1939), «Сонечным шляхам» (1950), «Добрыя людзі» (1957), «Людзі робяць вясну» (1959), «З добрай доляй заручоныя» (1960), «Хатынь: боль і гнеў» (1971), «Споведзь сэрца» (1978), книги литературных портретов «Чарадзеі» (1970).
Занимался переводами.
Перевёл на белорусский язык поэму А. Твардовского «За далью — даль», отдельные произведения А. Прокофьева, А. Мицкевича, Н. Бажана, И. Неходы, М. Лермонтова и др.

## Избранные произведения
- Добрый день. Стихи, М., 1953;
- Выбранi творы, т. 1-2, Miнск, 1969: в рус. пер. — Человек из дубравы. Поэма и стихи, М., 1945;
- Свята (1947),
- Поэмы, Л., 1949;
- Светач (1950),
- Дарогай шчасця (1952),
- Жывая рака (1955),
- Хлеб і нахлебнікі (1957),
- За салаўінымі гаямі (1959)
- Вяселка над полем (1961),
- Залатыя ключы (1963),
- Высокі поўдзень (1964),
- Рэха навальніц (1965),
- Соловьиная роща. Стихи, М.-Л., 1966.
- Партрэт Бацькаўшчыны (1967),
- Вінтоўка і плуг (1968),
- Соловьиная роща. Стихи, М.-Л., 1966.
- Любоў мая", Хатынь: боль і гнеў (обе — 1971),
- Гарынь (1972),
- А ў бары, бары (1974),
- Сонцам заручоныя (1975),
- Малюнкі маленства (1977),
- Сонечны гадзіннік (1978),
- Сосны ў жыце (1980),
- Мой шчодры бор (1985)